# 梅森坂
梅森坂（うめもりざか）は、愛知県名古屋市名東区の地名。現行行政地名は梅森坂一丁目から梅森坂五丁目および猪高町大字高針と天白町大字植田の小字。住居表示未実施。

## 地理
名古屋市名東区南東端に位置する。
梅森坂一～五丁目は、東は日進市香久山二・三丁目、西は猪高町大字高針（字梅森坂）・梅森坂西二丁目、南は日進市梅森町、北は大針三丁目・日進市岩崎台一丁目に接する。牧野ヶ池緑地の東に位置する住宅地となっている。
字梅森坂（猪高町大字高針と天白町大字植田）は、互いが牧野ヶ池緑地の南東にある多目的広場の西側で接し、全域が牧野ヶ池緑地または愛知カンツリー倶楽部東山コースの一部となっている。
猪高町大字高針の字梅森坂は、西は字山ノ中に接する。
天白町大字植田の字梅森坂は名東区に属し、南は梅森坂西一・二丁目と天白区梅が丘二丁目、西は天白区天白町大字植田（字三七川原）、北は猪高町大字高針（字山ノ中）に接する。

## 歴史

### 町名の由来
字梅森坂（猪高町大字高針と天白町大字植田）に由来する。
梅森の地名の由来は諸説があり、伝承によると寿永3年（1184年）に造られた天神祠付近に梅林が多かったことにちなんで名づけられたとされている。なお梅森の地名は、隣接する梅森坂西や日進市梅森町・梅森台にも存在している。

### 沿革
- 1987年（昭和62年）8月24日 - 名東区猪高町大字高針・天白町大字植田の各一部より、同区梅森坂一～五丁目が成立[1]。
- 2009年（平成21年）8月22日 - 一丁目と三丁目の間で境界を変更[WEB 6]。

## 世帯数と人口
2019年（平成31年）4月1日現在の世帯数と人口は以下の通りである。
| 丁目         | 世帯数    | 人口    |
| ------------ | --------- | ------- |
| 梅森坂一丁目 | 390世帯   | 907人   |
| 梅森坂二丁目 | 178世帯   | 397人   |
| 梅森坂三丁目 | 599世帯   | 1,493人 |
| 梅森坂四丁目 | 1,200世帯 | 2,039人 |
| 梅森坂五丁目 | 331世帯   | 862人   |
| 計           | 2,698世帯 | 5,698人 |

### 人口の変遷
国勢調査による人口の推移
| 1995年（平成7年）  | 5,113人 | [ WEB 7 ]  |  |
| 2000年（平成12年） | 5,009人 | [ WEB 8 ]  |  |
| 2005年（平成17年） | 5,179人 | [ WEB 9 ]  |  |
| 2010年（平成22年） | 5,684人 | [ WEB 10 ] |  |
| 2015年（平成27年） | 5,870人 | [ WEB 11 ] |  |

## 学区
市立小・中学校に通う場合、学校等は以下の通りとなる。また、公立高等学校に通う場合の学区は以下の通りとなる。なお、小学校は学校選択制度を導入しておらず、番毎で各学校に指定されている。
| 丁目         | 小学校                                      | 中学校                 | 高等学校 |
| ------------ | ------------------------------------------- | ---------------------- | -------- |
| 梅森坂一丁目 | 名古屋市立前山小学校                        | 名古屋市立牧の池中学校 | 尾張学区 |
| 梅森坂二丁目 | 名古屋市立前山小学校 名古屋市立梅森坂小学校 | 名古屋市立牧の池中学校 | 尾張学区 |
| 梅森坂三丁目 | 名古屋市立前山小学校 名古屋市立梅森坂小学校 | 名古屋市立牧の池中学校 | 尾張学区 |
| 梅森坂四丁目 | 名古屋市立梅森坂小学校                      | 名古屋市立牧の池中学校 | 尾張学区 |
| 梅森坂五丁目 | 名古屋市立梅森坂小学校                      | 名古屋市立牧の池中学校 | 尾張学区 |

## 施設
- 国立病院機構東名古屋病院
- 名古屋市立牧の池中学校
- 名古屋市立梅森坂小学校
- 名古屋市立梅森坂幼稚園
- 名古屋市営梅森荘
- ドラッグスギヤマ香久山店

## 交通

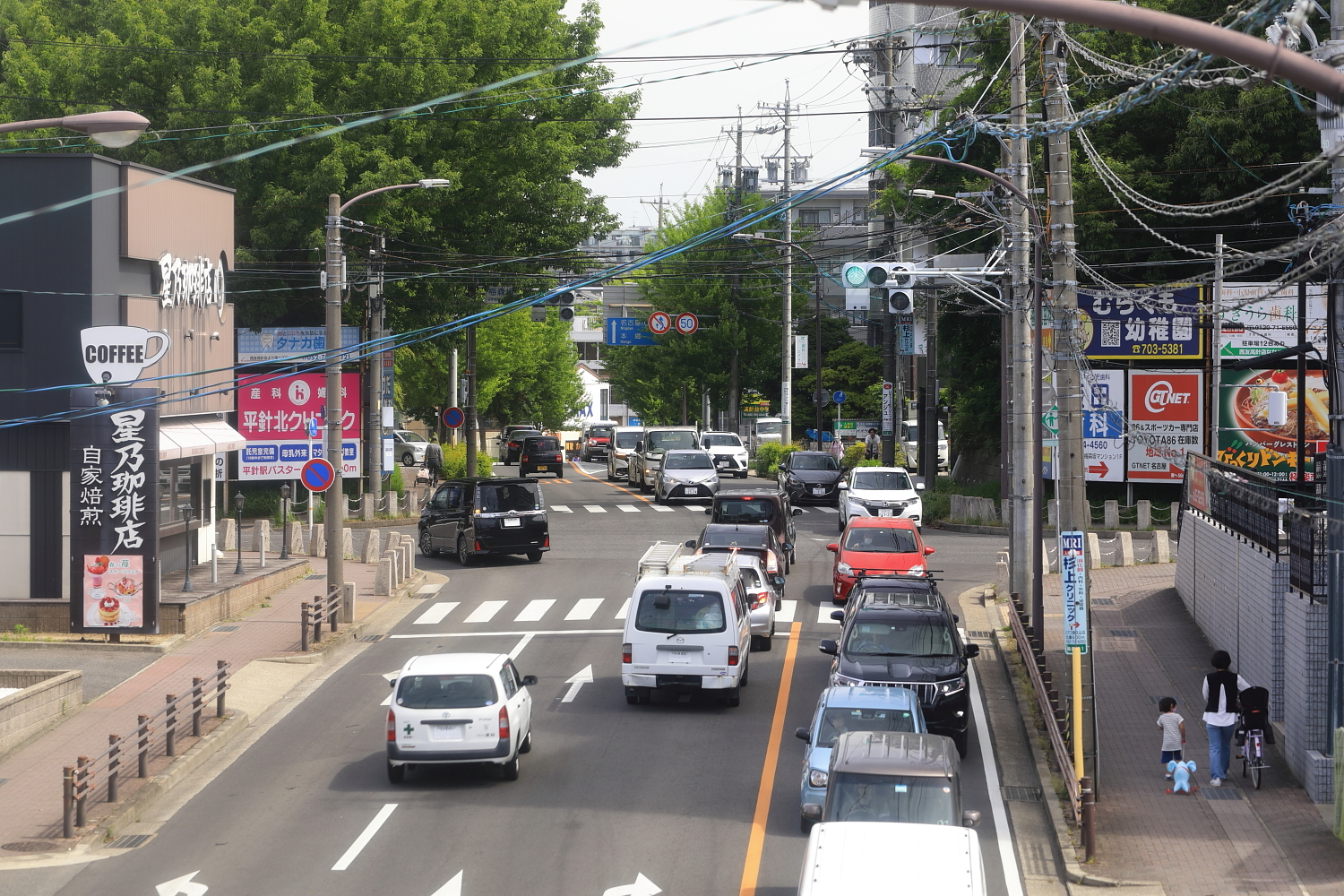
ふたつの愛知県道が交わる梅森坂交差点
（2021年（令和3年）5月）

- 愛知県道217号岩藤名古屋線（高針街道、中馬街道）
- 愛知県道219号浅田名古屋線

## その他

### 日本郵便
- 郵便番号 : 465-0065[WEB 3]（集配局：名東郵便局[6]）。

### WEB
1. ↑  “愛知県名古屋市名東区の町丁・字一覧”.   人口統計ラボ. 2019年5月4日閲覧。
2. 1 2  “町・丁目(大字)別、年齢(10歳階級)別公簿人口(全市・区別)”.   名古屋市 (2019年4月22日). 2019年4月23日閲覧。
3. 1 2  “郵便番号”.  日本郵便. 2019年3月17日閲覧。
4. ↑  “市外局番の一覧”.   総務省. 2019年1月6日閲覧。
5. ↑  “名東区の町名一覧”.   名古屋市 (2015年10月21日). 2019年4月23日閲覧。
6. ↑  “名古屋市名古屋市名東区の一部で町名・町界変更を実施(平成21年8月22日実施)（市政情報）”. 2018年1月24日閲覧。
7. ↑  総務省統計局 (2014年3月28日). “平成7年国勢調査の調査結果(e-Stat) - 男女別人口及び世帯数 －町丁・字等”. 2019年3月23日閲覧。
8. ↑  総務省統計局 (2014年5月30日). “平成12年国勢調査の調査結果(e-Stat) - 男女別人口及び世帯数 －町丁・字等”. 2019年3月23日閲覧。
9. ↑  総務省統計局 (2014年6月27日). “平成17年国勢調査の調査結果(e-Stat) - 男女別人口及び世帯数 －町丁・字等”. 2019年3月23日閲覧。
10. ↑  総務省統計局 (2012年1月20日). “平成22年国勢調査の調査結果(e-Stat) - 男女別人口及び世帯数 －町丁・字等”. 2019年3月23日閲覧。
11. ↑  総務省統計局 (2017年1月27日). “平成27年国勢調査の調査結果(e-Stat) - 男女別人口及び世帯数 －町丁・字等”. 2019年3月23日閲覧。
12. ↑  “市立小・中学校の通学区域一覧”.   名古屋市 (2018年11月10日). 2019年1月14日閲覧。
13. ↑  “平成29年度以降の愛知県公立高等学校（全日制課程）入学者選抜における通学区域並びに群及びグループ分け案について”.   愛知県教育委員会 (2015年2月16日). 2019年1月14日閲覧。

### 文献
1. 1 2  名古屋市計画局 1992, p. 871.
2. ↑  「角川日本地名大辞典」編纂委員会 1989, p. 1549.
3. ↑  牧野ヶ池緑地管理事務所の所在地は高町大字高針字梅森坂である。
4. 1 2  天白町大字植田は天白区・千種区・名東区の3区に存在する
5. ↑  名東区の町名の由来 - 名古屋市Webサイト
6. ↑  “郵便番号簿 2018年度版” (PDF).   日本郵便. 2019年4月23日閲覧。